# Smail Prevljak
Smail Prevljak (Konjic, 1995. február 16. –) bosnyák-német labdarúgó, a horvát Istra játékosa.

## Pályafutása
Az Igman Konjic csapatában nevelkedett, majd 2013-ban az RB Leipzig csapatának akadémiájára került. Itt tagja volt a 2013-14-es U19-es bajnok csapatnak. 2014 nyarán Patrick Strauß társaságában felkerült az első csapathoz, ahol több felkészülési mérkőzésen lépett pályára és szerzett gólokat. Július 1-jén 2 éves szerződést kötött a klubbal. Szeptember 26-án bemutatkozott a bajnokságban a VfR Aalen elleni 0-0-s döntetlennel végződő mérkőzésen.
Szeptember 1-jén kölcsönbe került az osztrák testvér csapat FC Liefering és Red Bull Salzburg csapatához. A hónap végén az SC Austria Lustenau ellen debütált a bajnokságban. Október 3-án megszerezte az első gólját is az FC Wacker Innsbruck ellen 4-1-re megnyert mérkőzésen.
2017. júliusában kölcsönbe az SV Mattersburg csapatát erősítette egy szezonon keresztül. 2020 januárjában fél évre kölcsönbe került a belga KAS Eupen együtteséhez. Augusztusban három évre aláírt a csapathoz. 2023 júliusában 2025 júniusáig szóló szerződés kötött a német Hertha BSC csapatával. 2025. május 16-án jelentették be, hogy a szezon végén lejáró szerződését nem újítják meg, hanem távozik. Július elején aláírt a horvát Istra csapatához.

## Statisztika
| Klub              | Szezon   | Bajnokság | Bajnokság | Kupa  | Kupa | Nemzetközi | Nemzetközi | Összesen | Összesen |
| Klub              | Szezon   | Mérk.     | Gól       | Mérk. | Gól  | Mérk.      | Gól        | Mérk.    | Gól      |
| ----------------- | -------- | --------- | --------- | ----- | ---- | ---------- | ---------- | -------- | -------- |
| RB Leipzig        | 2014-15  | 1         | 0         | 0     | 0    | -          | -          | 1        | 0        |
| FC Liefering      | 2014-15  | 17        | 14        | 0     | 0    | -          | -          | 17       | 14       |
| FC Liefering      | 2015-16  | 14        | 8         | 0     | 0    | -          | -          | 14       | 8        |
| FC Liefering      | 2016-17  | 14        | 2         | 0     | 0    | -          | -          | 14       | 2        |
| Red Bull Salzburg | 2014-15  | 1         | 0         | 0     | 0    | -          | -          | 1        | 0        |
| Red Bull Salzburg | 2015-16  | 7         | 1         | 2     | 1    | 1          | 0          | 10       | 2        |
| Red Bull Salzburg | 2018-19  | 23        | 10        | 4     | 2    | 5          | 0          | 32       | 12       |
| Red Bull Salzburg | 2019-20  | 4         | 1         | 1     | 0    | 0          | 0          | 5        | 1        |
| Mattersburg       | 2017-18  | 32        | 16        | 4     | 2    | -          | -          | 36       | 18       |
| Összesen          | Összesen | 113       | 52        | 11    | 5    | 6          | 0          | 130      | 57       |

## Sikerei, díjai
- Red Bull Salzburg:
  - Osztrák Bundesliga: 2014–15, 2015–16, 2018–19
  - Osztrák kupa: 2015–16, 2018–19